# Micrasema apratitam
Micrasema apratitam är en nattsländeart som beskrevs av Schmid 1992. Micrasema apratitam ingår i släktet Micrasema och familjen bäcknattsländor. Inga underarter finns listade i Catalogue of Life.